# ترتیب تولد
ترتیب تولد به عنوان رتبه فرد در میان خواهران یا برادرانش تعریف می شود. بدین معنی که فرد چندمین فرزند خانواده است. اغلب اعتقاد بر تاثیر عمیق و پایدار ترتیب تولد بر رشد روانی اشخاص وجود دارد. این ادعا به طور پیوسته توسط پژوهشگران به چالش کشیده می شود. با این وجود هنوز ترتیب تولد نقش قوی در روانشناسی و فرهنگ عامه دارد. 

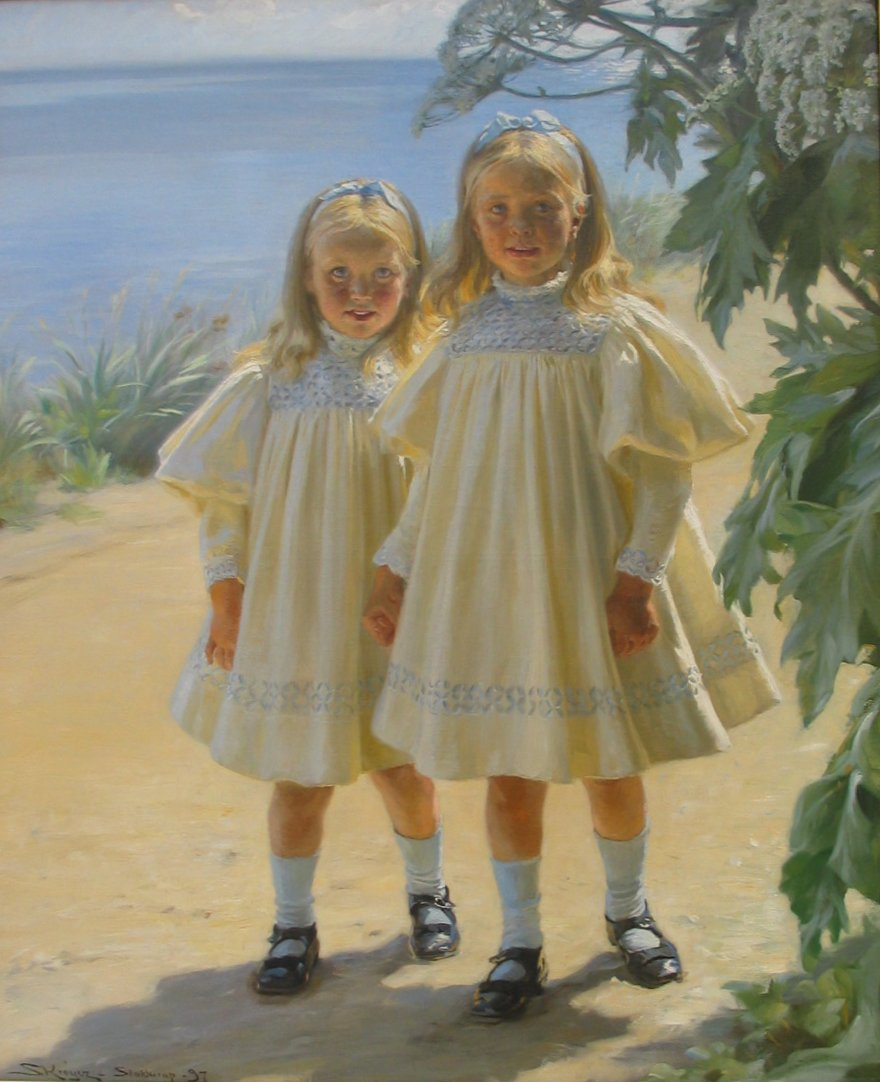
باور بر اینکه ترتیب تولد بر روان انسان تاثیر می‌گذارد در میان خانواده ها معمول است اما مطالعات نشان می‌دهند که اثر ترتیب تولد بسیار کم است.